# Тумаркин, Нина
Нина Тумаркин (англ. Nina Tumarkin, род. 1945) — американский историк, профессор истории колледжа Уэллсли, научный сотрудник Центра Дэвиса по изучению России и Евразии при Гарвардском университете.
Родилась в семье русских иммигрантов.
Нина является научным сотрудником центра Дэвиса Гарвардского университета российских и евразийских исследований.
В прошлом была советником президента Рональда Рейгана, для которого написала две статьи. Была одной из шести «Советских экспертов», которые консультировали президента, вице-президента и нескольких ключевых министров перед встречей с Михаилом Горбачевым в Женеве в 1985 году.
Президент Билл Клинтон читал её книгу «Живые и мёртвые: Взлёт и крушение культа Второй мировой войны в России» (англ. The Living and the Dead: The Rise and Fall of the Cult of World War II in Russia, 1994 год) перед приездом в Москву в 1995 году.
Автор книги «Ленин жив! Культ Ленина в Советской России» (англ. Lenin Lives! The Lenin Cult in Soviet Russia, 1983 год)
В настоящее время Нина работает над изучением политики России времён В. В. Путина и читает лекции на тему истории России с древнейших времён и по настоящее время.

## Труды
- Ленин жив! Культ Ленина в Советской России = Lenin Lives! The Lenin Cult in Soviet Russia. 1983. — М.: Академический проект, 1997. — 288 с. — ISBN 5-7331-0145-8.